# Metapenaeopsis difficilis
Metapenaeopsis difficilis är en kräftdjursart som beskrevs av Crosnier 1991. Metapenaeopsis difficilis ingår i släktet Metapenaeopsis och familjen Penaeidae. Inga underarter finns listade i Catalogue of Life.